# Юккуйоки
Юккуйоки (Иноккуйоки) — река в Мурманской области России. Протекает по территории Кандалакшского района. Правый приток реки Тунтсайоки.
Длина реки составляет 20 км, площадь бассейна 133 км².
Берёт начало в озере Йонккуярви. Протекает по лесной, местами заболоченной местности. Впадает в Тунтсайоки справа у порога Юккууокси, в 65 км от устья. Населённых пунктов на берегах реки нет.

## Данные водного реестра
По данным государственного водного реестра России относится к Баренцево-Беломорскому бассейновому округу, водохозяйственный участок реки — Ковда от Кумского гидроузла до Иовского гидроузла. Речной бассейн реки — бассейны рек Кольского полуострова и Карелии.
Код объекта в государственном водном реестре — 02020000512102000001020.